# 库兹马市镇

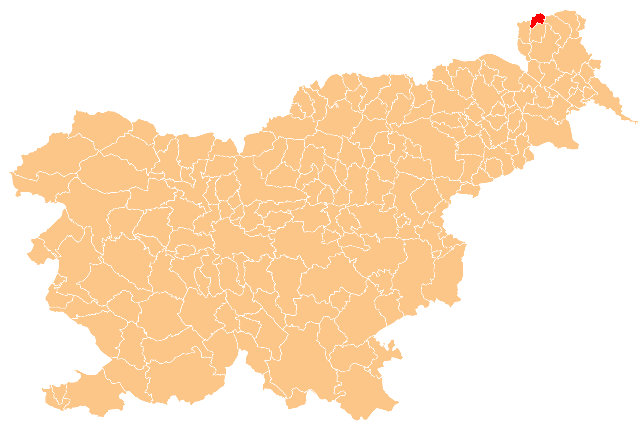
库兹马市镇於斯洛維尼亞的位置

库兹马市镇是斯洛文尼亞東北部的市鎮，行政中心为庫茲馬。市镇面積为22.9平方公里，2002年人口数量为1,683人。人口密度約73人/km2。

## 外部連結
- 官方网站  （斯洛文尼亚文）